# Le Pays sans étoiles (film, 1946)
Pour les articles homonymes, voir Le Pays sans étoiles (homonymie).
Pour plus de détails, voir Fiche technique et Distribution.
Le Pays sans étoiles est un film français réalisé par Georges Lacombe, sorti en 1946.

## Synopsis
À un siècle de distance, les protagonistes réincarnés d'un drame revivent les mêmes passions qui les conduisent à un même dénouement.

## Fiche technique
- Titre : Le Pays sans étoiles
- Réalisation : Georges Lacombe assisté de Raoul André et Roger Dallier
- Scénario : Georges Lacombe et Pierre Véry, d'après son roman
- Dialogues : Pierre Véry
- Photographie : Louis Page
- Décors : Robert Gys et Roger Hubert
- Costumes : Marcel Escoffier
- Son : Roger Cosson
- Montage : Raymond Lamy
- Musique : Marcel Mirouze
- Production : Société Parisienne de Cinéma
- Pays :   France
- Genre : Drame
- Durée : 100 minutes
- Date de sortie : 
  - France : 3 avril 1946

## Distribution
- Jany Holt : Catherine Le Quellec / Aurélia Talacayud
- Pierre Brasseur : Jean-Thomas Pellerin / François-Charles Talacayud
- Gérard Philipe : Simon Legouge / Frédéric Talacayud
- Sylvie : Mme Le Quellec
- Odette Barencey
- Marthe Mellot : Anaïs Talacayud
- Luce Fabiole : la gouvernante
- Auguste Boverio : le juge de paix
- Paul Demange : le premier clerc de notaire
- Jane Marken
- Arlette Thomas